# Mmutlana
Mmutlana is een dorp in het district Central in Botswana. De plaats telt 854 inwoners (2011).